# گو یوهوا
گو یوهوا (انگلیسی: Guo Youhua؛ زادهٔ ۲۹ سپتامبر ۱۹۸۳) بازیکن بیسبال اهل چین بود. در بازی‌های المپیک تابستانی ۲۰۰۸ شرکت کرده‌است.